# Grotte Fourgassié
La grotte Fourgassie est une cavité naturelle latéritique de Guyane située, en pleine forêt primaire, et non loin de la crique homonyme  (affluent de  l'Orapu) sur la commune de Roura, dans la Montagne de Kaw. Elle présente un intérêt géologique et, par la faune qui l'habite, peut se rattacher au domaine de la biospéléologie.

## Situation
La grotte Fourgassié se situe non loin de Cayenne (40 km. environ à vol d'oiseau) et surtout de Roura, à 11 km. environ par la route de Kaw, cette dernière conduisant à une réserve naturelle nationale dite des marais de Kaw).

## Géographie
Avec les Monts de l'Observatoire, la Montagne Bruyère et celle des Trois Pitons, près d'Ouanary, la Montagne de Kaw fait partie de la Chaîne septentrionale des "Terres Hautes", synclinorium de terrains métamorphiques antécambriens traversant la Guyane d'ouest en est.

## Description
La grotte s'ouvre au pied d'une petite falaise, en pleine forêt primaire, très humide, sempervirente et de type amazonien, à 200 m. d'altitude environ.
Comme les cinq autres cavités connues un peu plus à l'est dans la Montagne de Kaw (grottes de la Scierie, du Bassin Scierie et de la Crique, Trou Chaput, Aven de la deuxième falaise), elle est creusée dans la cuirasse de latérite.

Elle comporte un porche cintré (11 m. de large ; 2,5 m de haut), un couloir incurvé (largeur moyenne : 6 m.) et un carrefour en rotonde qu'éclaire, sur la gauche, un soupirail du  plafond. Deux salles inter-communicantes s'ouvrent sur ce carrefour : l'une, à droite,  irrégulière et rendue chaotique par un vaste effondrement de la voûte ; l'autre, à gauche, arrondie, très obscure et s'inclinant en pente assez raide vers la rotonde. Les concrétions sont très peu nombreuses. Les parois et la voûte sont formées par un "tuf" latéritique friable, à dominantes rougeâtre et gris-blanc. L'argile du plancher est jonchée de débris ligneux, parsemée d'amas de guano et tapissée de radicelles.

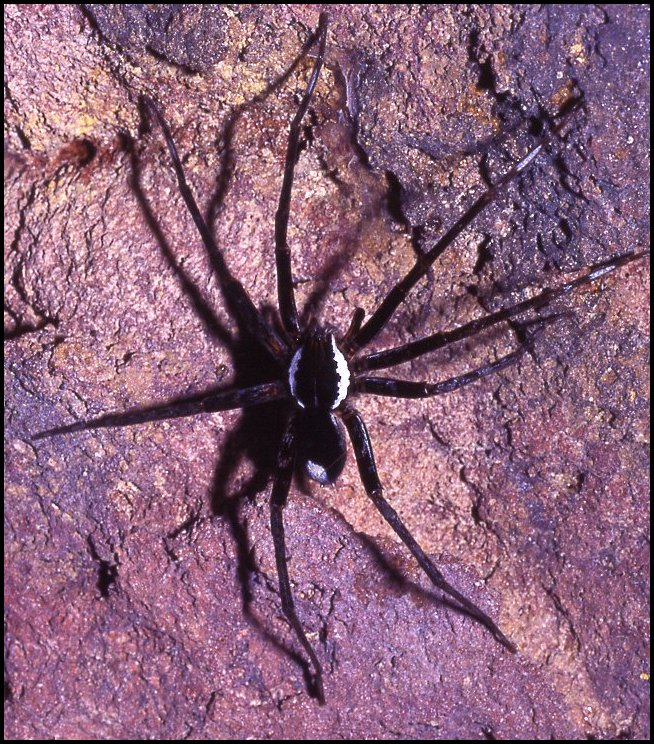
Fig.1 - Araignée de la grotte Fourgassié pouvant être un Ctenidae. D'après une diapositive.

## Biospéologie (Faune souterraine)
La grotte Fourgassié est beaucoup plus riche en espèces et individus que les autres cavités de la Montagne de Kaw. Elle renferme une faune abondante où dominent les espèces troglophiles, la plus impressionnante étant l'Amblypyge Heterophrynus longicornis et ne présentant pas d'adaptation poussée à la vie souterraine. 

### Arachnides

#### Amblypyges
Heterophrynus longicornis (Fig.2 à 4).

#### Araignées
Paratropididae : Paratropis papilligera
Ctenidae (Fig.1), Ochyroceratidae, Pholcidae (Modisimus).

#### Pseudo-scorpions

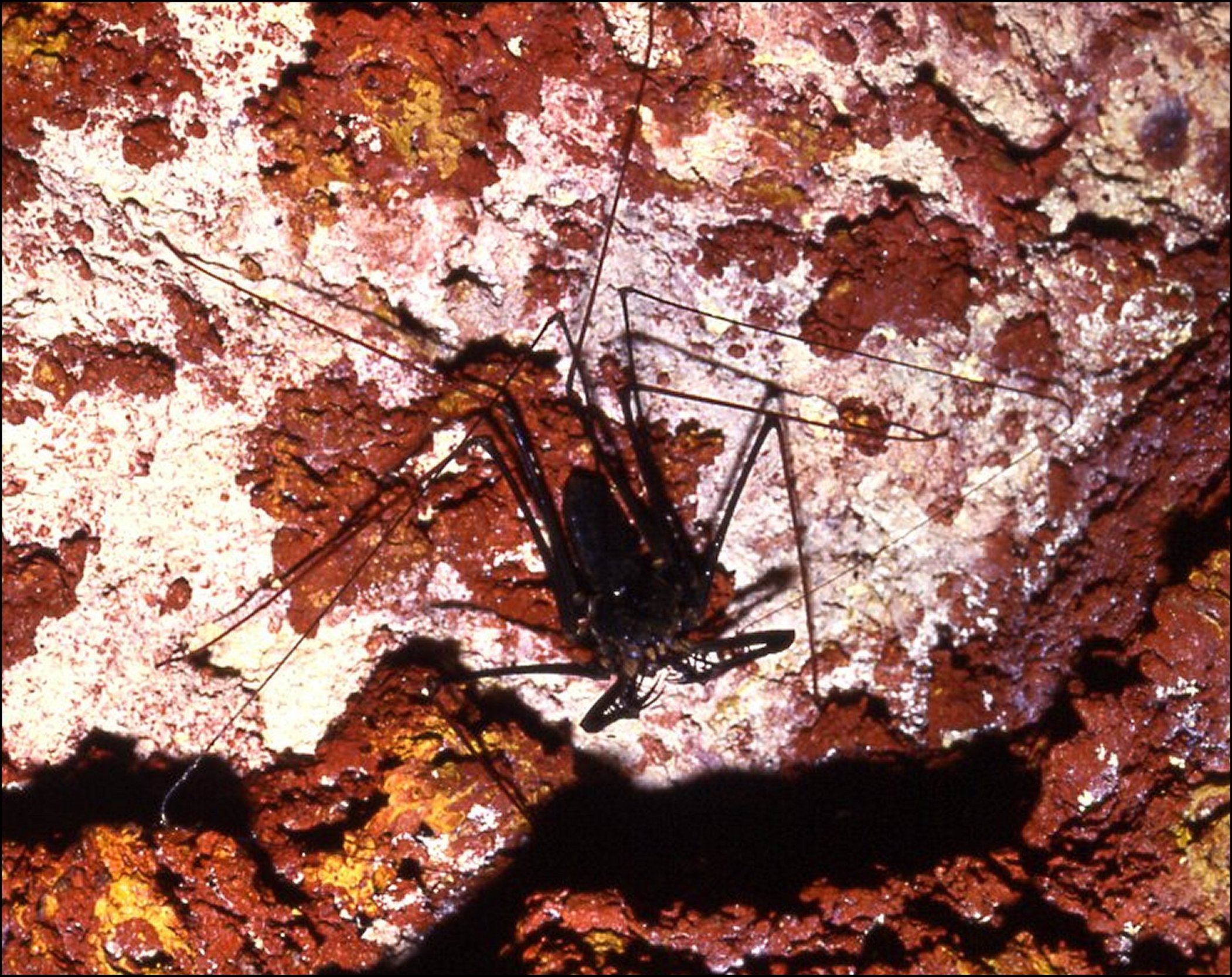
Fig.2 - Heterophrynus longicornis, vue dorsale, grotte Fourgassié.D'après une diapositive.

#### Acariens
Oribates, Gamasides

#### Insectes
Trois de ces taxons ont été reconnus comme nouveaux : l' araignée Ochyrocera caeruleoamethystina Lopez & Lopez  (Ochyroceratidae) et deux Diploures Campodeidae, Lepidocampa juberthiei (Condé,1993). et Podocampa latipes
(Condé,1993).

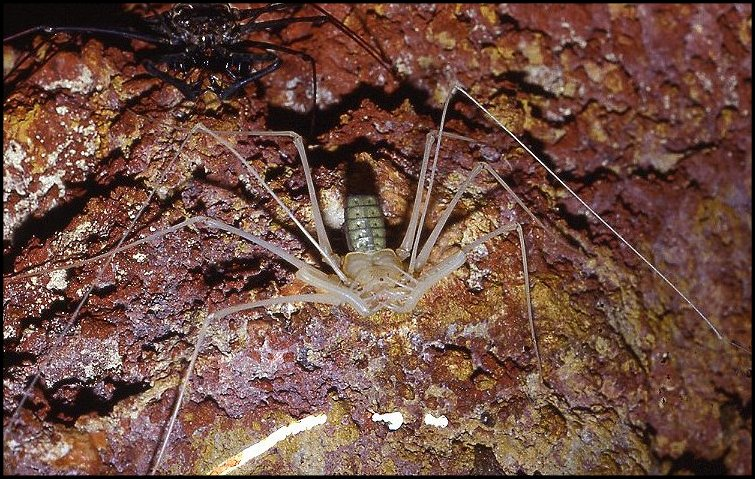
Fig.3 - Heterophrynus longicornis venant de muer, grotte Fourgassié, D'après une diapositive.

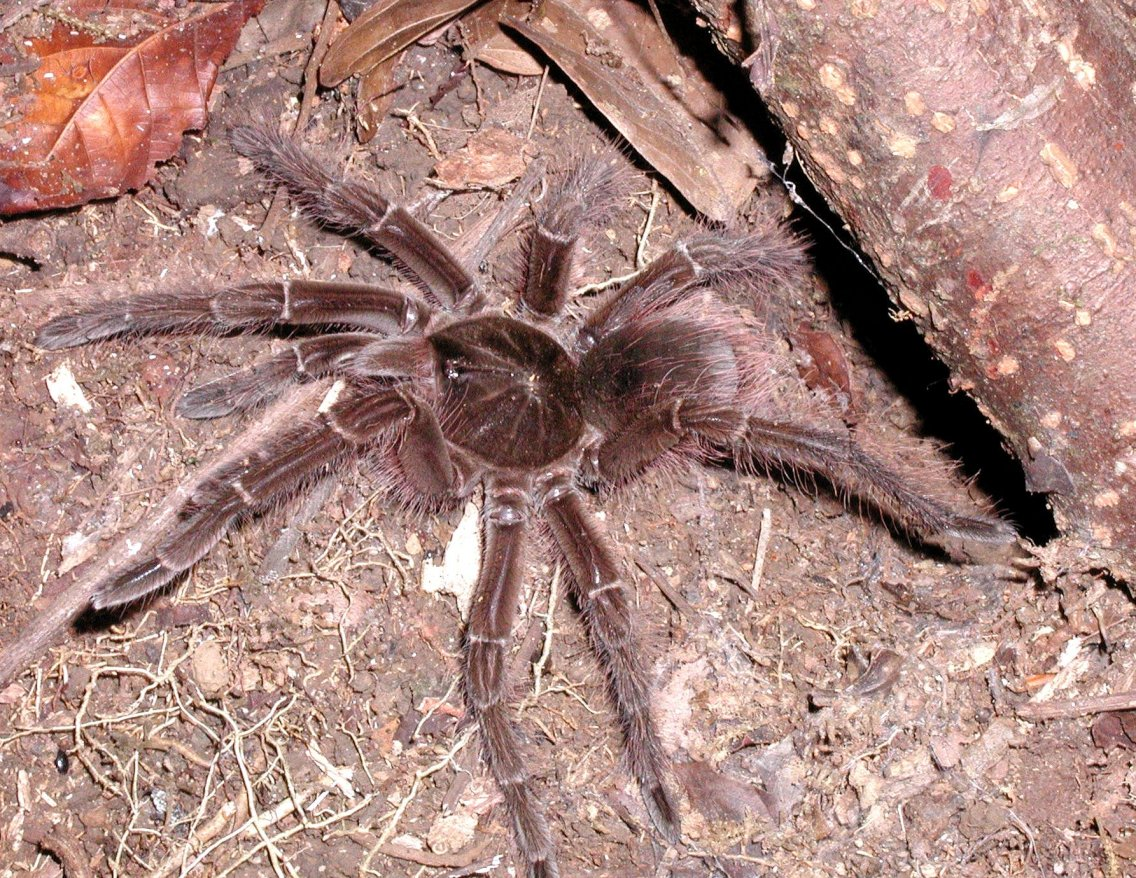
Fig.5- Theraphosa leblondi. Forêt primaire de la Montagne de Kaw, près de la grotte Fourgassié.

Il est à noter que la forêt primaire environnante est l'habitat de Mygales Dipluridae, observées près du porche sur leurs toiles en nappe pourvues d'une retraite, et surtout, de Theraphosa leblondi dont les terriers, fréquents dans le sol du sous-bois, ont été rencontrés jusqu'au placer  "Trésor" (Fig.5, A. Lopez, 2002).
Des nids de Coq de roche, Rupicola rupicola, ont été signalés sur les parois de l'entrée. Jaguar et  Puma hanteraient le secteur de la grotte.